# Aldonza de Castilla

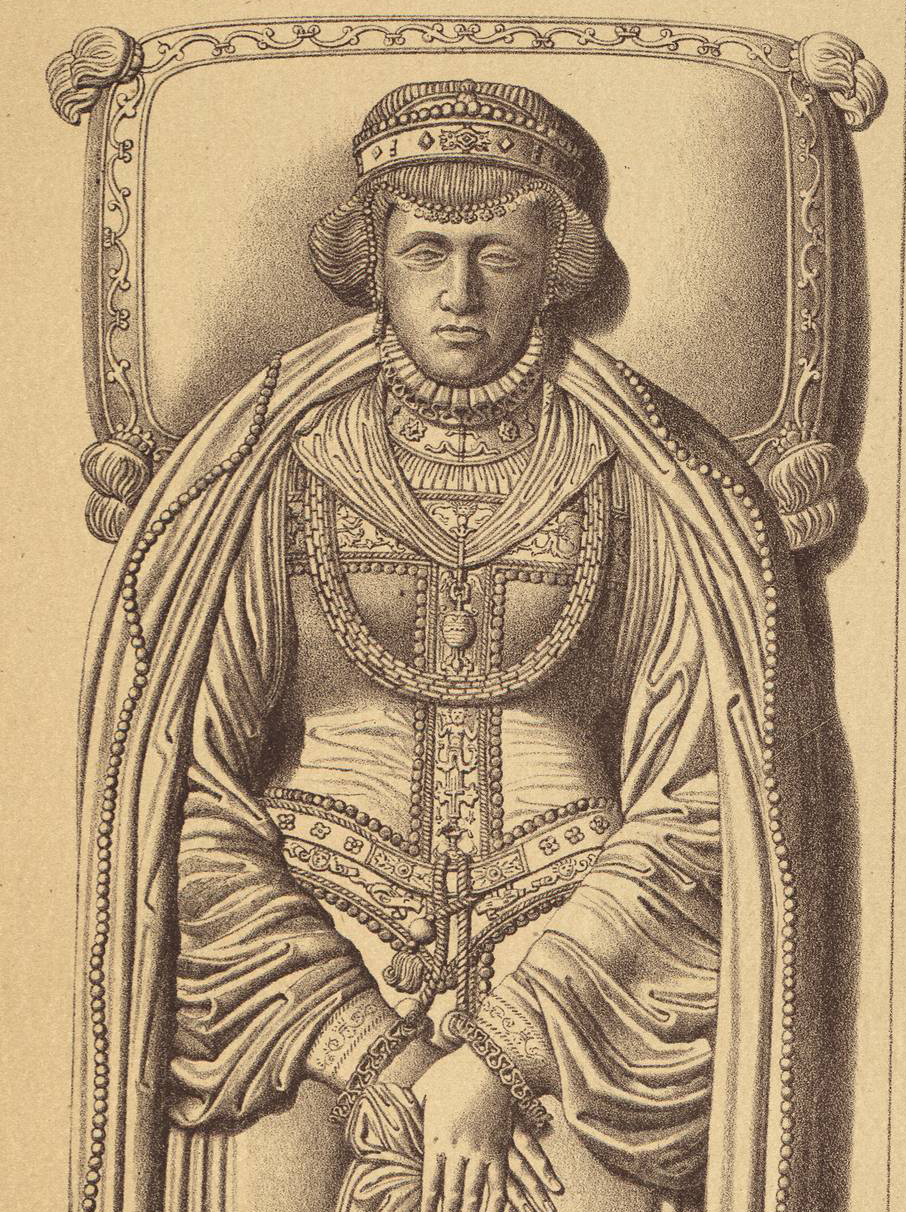
Detalle de una litografía del sepulcro

Aldonza de Castilla (1382-1449), III señora de Aguilar de Campoo y Castañeda, fue hija de Juan Téllez de Castilla (1359-1385), II señor de Aguilar de Campoo y nieta del infante Tello de Castilla, hijo natural del rey Alfonso XI de Castilla, su madre fue la riquísma Leonor de la Vega, señora de la Casa de la Vega. 

## Biografía
Tras la prematura muerte de su padre en la Batalla de Aljubarrota, su madre contrajo nuevas nupcias con Diego Hurtado de Mendoza, señor de Hita y Buitrago, teniendo por hijo de este segundo matrimonio al célebre Íñigo López de Mendoza, I marqués de Santillana.
Casó Aldonza con el poderoso noble castellano Garci IV Fernández Manrique de Lara, señor de Isar y, desde 1430, I conde de Castañeda por merced del rey Juan II de Castilla, del hijo primogénito de este matrimonio procede la casa de los marqueses de Aguilar de Campoo uno de los linajes más destacados de la Grandeza de España.
Tuvo esta señora de Aguilar y condesa de Castañeda importantes diferencias con su madre y con los hijos del segundo matrimonio de Leonor de la Vega, los Mendoza, en especial protagonizaron un importante conflicto por la posesión del señorío de Liébana que había pertenecido a su padre Juan Téllez de Castilla y del cual su madre se apropió para entregarlo a su medio hermano, el marqués de Santillana, dando en primer lugar a una guerra nobiliaria y posteriormente a diversos pleitos entre los descendientes de ambos, los marqueses de Aguilar de Campoo y los duques del Infantado, que no quedaron resueltos hasta finales del siglo XVI.